# Albert Patrick
Albert Patrick – brytyjski zapaśnik walczący w stylu wolnym. Srebrny medalista Igrzysk Wspólnoty Narodów w 1978 i 1986, a trzeci w 1986. Mistrz Wspólnoty Narodów w 1987 i 1989 roku, gdzie reprezentował Szkocję.